# 913 v.Chr.
Het jaar 913 v.Chr. is een jaartal volgens de christelijke jaartelling.

## Gebeurtenissen

### Israel
- Abia wordt koning van Juda